# Cardwell (ancienne circonscription fédérale)
Pour les articles homonymes, voir Cardwell.
Circonscription électorale fédérale du Canada
Cardwell est une circonscription électorale fédérale de l'Ontario, représentée de 1867 à 1904.
C'est l'Acte de l'Amérique du Nord britannique de 1867 qui créer le district électoral de Cardwell. Abolie en 1903, elle est redistribuée parmi Dufferin, Peel et Simcoe-Sud.

## Géographie
En 1867, la circonscription de Cardwell comprenait:
- Une partie du comté de Simcoe:
  - Les cantons d'Adjala et de Mono
- Une partie du comté de Peel
  - Les cantons d'Albion, Bolton et Caledon

## Députés
| Législature                                                 | Années    | Député                | Député                  | Parti                    |
| ----------------------------------------------------------- | --------- | --------------------- | ----------------------- | ------------------------ |
| Cardwell                                                    |           |                       |                         |                          |
| 1re                                                         | 1867–1872 |                       | Thomas Roberts Ferguson | Conservateur             |
| 2e                                                          | 1872-1874 | John Hillyard Cameron |                         | Conservateur             |
| 3e                                                          | 1874–1876 | John Hillyard Cameron |                         | Conservateur             |
| 3e                                                          | 1876-1878 | Dalton McCarthy       |                         | Conservateur             |
| 4e                                                          | 1878–1882 | Thomas White          |                         | Conservateur             |
| 5e                                                          | 1882–1887 | Thomas White          |                         | Conservateur             |
| 6e                                                          | 1887–1888 | Thomas White          |                         | Conservateur             |
| 6e                                                          | 1888-1891 | Robert Smeaton White  |                         | Conservateur             |
| 7e                                                          | 1891–1895 | Robert Smeaton White  |                         | Conservateur             |
| 7e                                                          | 1895-1896 |                       | William Stubbs          | Conservateur indépendant |
| 8e                                                          | 1896–1900 |                       | William Stubbs          | Conservateur indépendant |
| 9e                                                          | 1900–1904 |                       | Robert Johnston         | Conservateur             |
| Circonscription dissoute parmi Dufferin, Peel et Simcoe-Sud |           |                       |                         |                          |